# Аріонештій-Векі
Аріонештій-Векі (рум. Arioneștii Vechi) — село у повіті Прахова в Румунії. Адміністративно підпорядковане місту Урлаць.
Село розташоване на відстані 62 км на північ від Бухареста, 16 км на схід від Плоєшті, 149 км на захід від Галаца, 87 км на південний схід від Брашова.

## Населення
За даними перепису населення 2002 року у селі проживали 411 осіб, усі — румуни. Усі жителі села рідною мовою назвали румунську.